# Język mazanderański
Język mazandarani (tabari, mazenik, tabersi) – język z grupy irańskiej języków indoeuropejskich, którym jako ojczystym posługuje się od 3 do 5 mln osób, zamieszkujących głównie irańskie prowincje Mazandaran i Golestan. Blisko spokrewniony z językiem gilańskim. Dzięki oddzieleniu od reszty Iranu górami Elburs nie był w ciągu swej historii poddany takiemu wpływowi języka arabskiego jak język perski, dlatego też lepiej zachował prairańskie słownictwo. Obecnie – wskutek rozwoju turystyki i braku edukacji w owym języku – znajduje się pod coraz silniejszym wpływem perskiego.

## Ortografia
Mazandarani jest zapisywany najczęściej przy użyciu pisma persko-arabskiego, lecz wiele osób posługuje się też alfabetem łacińskim, np. podczas korzystania z telefonów komórkowych i pisania SMS-ów.

## Słownictwo
| polski  | mazandarani | perski             |
| ------- | ----------- | ------------------ |
| Księżyc | Moong/Mong  | Maah               |
| Krowa   | Go/Gu/Guw   | Gaav Maada         |
| Nowy    | New         | No                 |
| Świetny | Gat         | Bozorg, Gonde, Got |
| Być     | Bien        | Budan              |
| Noga    | Leng        | Pa                 |
| Ziemia  | Zemi        | Zemin              |